# Gergő Kocsis
Gergő Bence Kocsis (Budapest, 7 marzo 1994) è un calciatore ungherese, difensore o centrocampista del Debrecen.

## Carriera

### Club
Gioca per le giovanili del Tatabánya, dell'MTK Budapest, dello Stoccarda e dell'Augusta. Nel 2013 l'Augusta lo promuove in seconda squadra. Il 18 settembre 2014 viene ufficialmente acquistato dal Videoton, con cui gioca prevalentemente in seconda squadra. Il 17 agosto 2015 viene ceduto alla Puskás Akadémia, con cui colleziona solamente 3 presenze. Nel luglio 2016 viene acquistato dal DAC Dunajská Streda.

### Nazionale
Dopo aver giocato per l'Under-16 e per l'Under-17, nel novembre 2012 viene convocato nella nazionale Under-19. Il debutto arriva il 2 novembre, nell'amichevole Ungheria-Bulgaria (1-1). Nell'aprile del 2014 viene convocato dall'Under-20, con cui debutta il 30 aprile 2014. Pochi mesi dopo, nell'ottobre 2014 viene convocato dalla nazionale Under-21. Il debutto arriva il 10 ottobre, nell'amichevole Ungheria-Russia (1-1). Nel maggio 2016 viene convocato dalla nazionale maggiore. 